# Ringer-Weltmeisterschaften 2010
Die Ringer-Weltmeisterschaften 2010 fanden vom 6. bis zum 12. September 2010 im Sportkomplex Olimpijski in Moskau statt. Es wurde sowohl im griechisch-römischen als auch im freien Stil gerungen. Die Ringer wurden in jeweils sieben Gewichtsklassen unterteilt. Insgesamt nahmen 631 Ringer, davon 245 im griechisch-römischen und 231 im Freistil, sowie 155 Ringerinnen teil.

## Weltmeister 2010
Übersicht aller 21 Weltmeister und Weltmeisterinnen von 2010:
| Kategorie | Griechisch-römisch      | Freistil        | Frauen                     |
| --------- | ----------------------- | --------------- | -------------------------- |
| 1         | Hamid Soryan Reihanpour | Wiktor Lebedew  | Hitomi Sakamoto            |
| 2         | Həsən Əliyev            | Bessik Kuduchow | Oleksandra Kohut           |
| 3         | Ambako Watschadse       | Sushil Kumar    | Saori Yoshida              |
| 4         | Selçuk Çebi             | Denis Zargusch  | Sorondsonboldyn Battsetseg |
| 5         | Christo Marinow         | Michail Ganew   | Kaori Ichō                 |
| 6         | Amir Ali-Akbari         | Chetag Gasjumow | Martine Dugrenier          |
| 7         | Mijaín López            | Biljal Machow   | Stanka Slatewa             |

## Griechisch-römischer Stil
Die Wettkämpfe im griechisch-römischen Stil fanden vom 6. bis zum 8. September 2010 statt.

### Ergebnisse

#### Kategorie bis 55 kg
| Platz | Land        | Sportler                |
| ----- | ----------- | ----------------------- |
| 1     | Iran        | Hamid Soryan Reihanpour |
| 2     | Südkorea    | Choi Gyu-jin            |
| 3     | Armenien    | Roman Amojan            |
| 3     | Russland    | Nasir Mankijew          |
| 5     | Bulgarien   | Wenelin Wenkow          |
| 5     | Ungarn      | Peter Modos             |
| 7     | Finnland    | Jani Haapamäki          |
| 8     | Polen       | David Ersetic           |
|       |             |                         |
| 14    | Deutschland | Florian Crusius         |

Datum: September 2010

Titelverteidiger Hamid Soryan Reihanpour, Iran

Teilnehmer: 34

Der 25-jährige Hamid Soryan Reihanpour gewann bei seiner fünften WM den fünften Titel.

#### Kategorie bis 60 kg
| Platz | Land          | Sportler           |
| ----- | ------------- | ------------------ |
| 1     | Aserbaidschan | Həsən Əliyev       |
| 2     | Japan         | Ryūtarō Matsumoto  |
| 3     | Kasachstan    | Almat Kebispajew   |
| 3     | Südkorea      | Jung Ji-hyun       |
| 5     | Georgien      | Rewas Laschchi     |
| 5     | Bulgarien     | Iwo Angelow        |
| 7     | Kirgisistan   | Ruslan Tümönbajew  |
| 8     | Ukraine       | Lenur Temirow      |
|       |               |                    |
| 27    | Schweiz       | Patrick Stadelmann |

Datum: September 2010

Titelverteidiger Islambek Albijew, Russland

Teilnehmer: 31

#### Kategorie bis 66 kg
| Platz | Land          | Sportler          |
| ----- | ------------- | ----------------- |
| 1     | Russland      | Ambako Watschadse |
| 2     | Ukraine       | Armen Wardanjan   |
| 3     | Aserbaidschan | Vitali Rəhimov    |
| 3     | Türkei        | Vasif Arsimanow   |
| 5     | Frankreich    | Steeve Guénot     |
| 5     | Ungarn        | Tamás Lőrincz     |
| 7     | Schweiz       | Pascal Strebel    |
| 8     | Südkorea      | Kim Hyeon-woo     |
|       |               |                   |
| 22    | Deutschland   | Christian Fetzer  |

Datum: September 2010

Titelverteidiger: Fərid Mansurov, Aserbaidschan

Teilnehmer: 36

#### Kategorie bis 74 kg
| Platz | Land          | Sportler             |
| ----- | ------------- | -------------------- |
| 1     | Türkei        | Selçuk Çebi          |
| 2     | Armenien      | Arsen Dschulfalakjan |
| 3     | Kirgisistan   | Danijar Kobonow      |
| 3     | Russland      | Emil Scharafedinow   |
| 5     | Japan         | Takehiro Kanakubo    |
| 5     | Aserbaidschan | Rafiq Hüseynov       |
| 7     | Kasachstan    | Roman Meljoschin     |
| 8     | Kroatien      | Neven Žugaj          |
|       |               |                      |
| 15    | Deutschland   | Konstantin Schneider |
|       |               |                      |
| 37    | Schweiz       | Thomas Suppinger     |

Datum: September 2010

Titelverteidiger: Selçuk Çebi, Türkei

Teilnehmer: 39

#### Kategorie bis 84 kg
| Platz | Land          | Sportler               |
| ----- | ------------- | ---------------------- |
| 1     | Bulgarien     | Christo Marinow        |
| 2     | Kuba          | Pablo Shorey Hernandez |
| 3     | Russland      | Alexei Mischin         |
| 3     | Kroatien      | Nenad Žugaj            |
| 5     | Polen         | Damian Janikowski      |
| 5     | Aserbaidschan | Nazmi Avluca           |
| 7     | Kasachstan    | Alhatsur Otsdijew      |
| 8     | Georgien      | Wladimir Gegeschidse   |
|       |               |                        |
| 12    | Österreich    | Amer Hrustanovic       |
|       |               |                        |
| 16    | Deutschland   | Jan Fischer            |

Datum: September 2010

Titelverteidiger: Nazmi Avluca, Türkei

Teilnehmer: 40

Für einen sportpolitischen Eklat sorgte der amtierende Asienmeister Taleb Nariman Nematpour, der sich weigerte gegen den Israeli Denis Nikolajew anzutreten. Mit der Begründung, er hätte Magenprobleme, setzte er damit die seit 1979 anhaltende Boykott-Politik des Irans gegen Israel fort.

#### Kategorie bis 96 kg
| Platz | Land               | Sportler               |
| ----- | ------------------ | ---------------------- |
| 1     | Iran               | Amir Ali-Akbari        |
| 2     | Belarus            | Timofei Dseinitschenko |
| 3     | Russland           | Aslanbek Chuschtow     |
| 3     | Schweden           | Jimmy Lidberg          |
| 5     | Usbekistan         | Dawid Saldadse         |
| 5     | Vereinigte Staaten | Justin Ruiz            |
| 7     | Kuba               | Yunior Estrada Falcon  |
| 8     | Italien            | Daigoro Timoncini      |
|       |                    |                        |
| 11    | Deutschland        | Mirko Englich          |
|       |                    |                        |
| 24    | Österreich         | Lukas Hörmann          |

Datum: September 2010

Titelverteidiger: Balázs Kiss, Ungarn

Teilnehmer: 34

#### Kategorie bis 120 kg
| Platz | Land               | Sportler            |
| ----- | ------------------ | ------------------- |
| 1     | Kuba               | Mijaín López        |
| 2     | Armenien           | Juri Patrikejew     |
| 3     | Türkei             | Rıza Kayaalp        |
| 3     | Kasachstan         | Nurmachan Tinalijew |
| 5     | Vereinigte Staaten | Dremiel Byers       |
| 5     | Tschechien         | Marek Švec          |
| 7     | Russland           | Chassan Barojew     |
| 8     | Polen              | Lukasz Banak        |
|       |                    |                     |
| 27    | Deutschland        | Ralf Böhringer      |

Datum: September 2010

Titelverteidiger: Mijaín López, Kuba

Teilnehmer: 31

### Medaillenspiegel
| Rang | Land          | Gold | Silber | Bronze |
| ---- | ------------- | ---- | ------ | ------ |
| 1    | Iran          | 2    | 0      | 0      |
| 2    | Kuba          | 1    | 1      | 0      |
| 3    | Russland      | 1    | 0      | 4      |
| 4    | Türkei        | 1    | 0      | 2      |
| 5    | Aserbaidschan | 1    | 0      | 1      |
| 6    | Bulgarien     | 1    | 0      | 0      |
| 7    | Armenien      | 0    | 2      | 1      |
| 8    | Südkorea      | 0    | 1      | 1      |
| 9    | Japan         | 0    | 1      | 0      |
|      | Ukraine       | 0    | 1      | 0      |
|      | Belarus       | 0    | 1      | 0      |
| 12   | Kasachstan    | 0    | 0      | 2      |
| 13   | Kirgisistan   | 0    | 0      | 1      |
|      | Kroatien      | 0    | 0      | 1      |
|      | Schweden      | 0    | 0      | 1      |

### Punktewertung (Top 10)
| Rang | Land          | Punkte |
| ---- | ------------- | ------ |
| 1    | Russland      | 46     |
| 2    | Türkei        | 32     |
| 3    | Armenien      | 26     |
|      | Aserbaidschan | 26     |
| 5    | Bulgarien     | 24     |
|      | Kasachstan    | 24     |
|      | Kuba          | 24     |
| 8    | Iran          | 22     |
| 9    | Südkorea      | 20     |
| 10   | Japan         | 15     |

## Freistil
Die Wettkämpfe im Freistil fanden vom 10. bis zum 12. September 2010 statt. Russland konnte in allen 7 Wettbewerben Athleten auf dem Podest feiern.

### Ergebnisse

#### Kategorie bis 55 kg
| Platz | Land          | Sportler                |
| ----- | ------------- | ----------------------- |
| 1     | Russland      | Wiktor Lebedew          |
| 2     | Aserbaidschan | Toğrul Əsgərov          |
| 3     | Japan         | Yasuhiro Inaba          |
| 3     | Kuba          | Frank Chamizo Marquez   |
| 5     | Südkorea      | Kim Hyo-sub             |
| 5     | Mongolei      | Bajaraagiin Naranbaatar |
| 7     | Bulgarien     | Radoslaw Welikow        |
| 8     | Belarus       | Ryswan Hadschyjeu       |
|       |               |                         |
| 11    | Schweiz       | Urs Wild                |
|       |               |                         |
| 19    | Deutschland   | Tim Schleicher          |

Datum: September 2010

Titelverteidiger Yang Kyong-il, Nordkorea

Teilnehmer: 33

#### Kategorie bis 60 kg
| Platz | Land          | Sportler                    |
| ----- | ------------- | --------------------------- |
| 1     | Russland      | Bessik Kuduchow             |
| 2     | Ukraine       | Wassyl Fedoryschyn          |
| 3     | Iran          | Seyed Mohammadi Pahnekalaei |
| 3     | Aserbaidschan | Selimchan Chusseinow        |
| 5     | Türkei        | Ersin Cetin                 |
| 5     | Kirgisistan   | Ulan Nadyrbek Uulu          |
| 7     | Kuba          | Alejandro Valdés            |
| 8     | Südkorea      | Lee Seung-chul              |
|       |               |                             |
| 23    | Deutschland   | Marcel Ewald                |

Datum: September 2010

Titelverteidiger Bessik Kuduchow, Russland

Teilnehmer: 34

#### Kategorie bis 66 kg
| Platz | Land          | Sportler                 |
| ----- | ------------- | ------------------------ |
| 1     | Indien        | Sushil Kumar             |
| 2     | Russland      | Alan Gogajew             |
| 3     | Aserbaidschan | Cəbrayıl Həsənov         |
| 3     | Kuba          | Geandry Garzón Caballero |
| 5     | Kanada        | Haislan Veranes Garcia   |
| 5     | Mongolei      | Bujandschawyn Batdsorig  |
| 7     | Südafrika     | Heinrich Barnes          |
| 8     | Deutschland   | Martin Daum              |

Datum: September 2010

Titelverteidiger: Mehdi Taghavi, Iran

Teilnehmer: 35

#### Kategorie bis 74 kg
| Platz | Land        | Sportler              |
| ----- | ----------- | --------------------- |
| 1     | Russland    | Denis Zargusch        |
| 2     | Iran        | Sadegh Saeed Goudarzi |
| 3     | Ungarn      | Gábor Hatos           |
| 3     | Kasachstan  | Abdulhakim Schapijew  |
| 5     | Polen       | Krystian Brzozowski   |
| 5     | Kuba        | Iván Fundora          |
| 7     | Bulgarien   | Kiril Tersiew         |
| 8     | Ukraine     | Wolodymyr Syrotyn     |
| 9     | Deutschland | Andrej Shyyka         |
|       |             |                       |
| 20    | Schweiz     | Marco Riesen          |
|       |             |                       |
| 31    | Österreich  | Philipp Crepaz        |

Datum: September 2010

Titelverteidiger: Denis Zargusch, Russland

Teilnehmer: 35

#### Kategorie bis 84 kg
| Platz | Land        | Sportler            |
| ----- | ----------- | ------------------- |
| 1     | Bulgarien   | Michail Ganew       |
| 2     | Usbekistan  | Sajurbek Sochijew   |
| 3     | Russland    | Soslan Kzojew       |
| 3     | Kuba        | Reineri Salas Perez |
| 5     | Moldau      | Piotr Ianulov       |
| 5     | Ukraine     | Ibragim Aldatow     |
| 7     | Polen       | Maciej Balawender   |
| 8     | Georgien    | Dato Marsagischwili |
|       |             |                     |
| 16    | Deutschland | David Bichinashvili |

Datum: September 2010

Titelverteidiger: Sajurbek Sochijew, Usbekistan

Teilnehmer: 33

#### Kategorie bis 96 kg
| Platz | Land          | Sportler                |
| ----- | ------------- | ----------------------- |
| 1     | Aserbaidschan | Chetag Gasjumow         |
| 2     | Russland      | Chadschimurad Gazalow   |
| 3     | Kirgisistan   | Aleksei Krupnjakow      |
| 3     | Georgien      | Giorgi Gogschelidse     |
| 5     | Belarus       | Ruslan Schejchau        |
| 5     | Iran          | Arfan Amiri             |
| 7     | Kanada        | Khetag Pliev            |
| 8     | Kuba          | Michel Batista Martinez |
|       |               |                         |
| 21    | Deutschland   | Johannes Kessel         |

Datum: September 2010

Titelverteidiger: Chadschimurad Gazalow, Russland

Teilnehmer: 33

#### Kategorie bis 120 kg
| Platz | Land          | Sportler              |
| ----- | ------------- | --------------------- |
| 1     | Russland      | Biljal Machow         |
| 2     | Usbekistan    | Artur Taymazov        |
| 3     | Griechenland  | Ioannis Arzoumanidis  |
| 3     | Georgien      | Lewan Berianidse      |
| 5     | Aserbaidschan | Ali Issajew           |
| 5     | Ungarn        | Dániel Ligeti         |
| 7     | Iran          | Fardin Masoumi Valadi |
| 8     | Kasachstan    | Marid Mutalimow       |

Datum: September 2010

Titelverteidiger: Biljal Machow, Russland

Teilnehmer: 28

### Medaillenspiegel
| Rang | Land          | Gold | Silber | Bronze |
| ---- | ------------- | ---- | ------ | ------ |
| 1    | Russland      | 4    | 2      | 1      |
| 2    | Aserbaidschan | 1    | 1      | 2      |
| 3    | Bulgarien     | 1    | 0      | 0      |
|      | Indien        | 1    | 0      | 0      |
| 5    | Usbekistan    | 0    | 2      | 0      |
| 6    | Iran          | 0    | 1      | 1      |
| 7    | Ukraine       | 0    | 1      | 0      |
| 8    | Kuba          | 0    | 0      | 3      |
| 9    | Georgien      | 0    | 0      | 2      |
| 10   | Griechenland  | 0    | 0      | 1      |
|      | Japan         | 0    | 0      | 1      |
|      | Kasachstan    | 0    | 0      | 1      |
|      | Kirgisistan   | 0    | 0      | 1      |
|      | Ungarn        | 0    | 0      | 1      |

### Punktewertung (Top 10)
| Rang | Land          | Punkte |
| ---- | ------------- | ------ |
| 1    | Russland      | 66     |
| 2    | Aserbaidschan | 42     |
| 3    | Kuba          | 37     |
| 4    | Iran          | 28     |
| 5    | Georgien      | 21     |
| 6    | Bulgarien     | 18     |
|      | Ukraine       | 18     |
|      | Usbekistan    | 18     |
| 9    | Kirgisistan   | 14     |
|      | Ungarn        | 14     |

## Frauen
Die Wettkämpfe der Frauen fanden vom 8. bis zum 10. September 2010 statt. Die Ringerinnen aus Japan sicherten sich in sechs der sieben Wettbewerbe Medaillen. Einzig Mami Shinkai konnte sich mit einem fünften Platz in der Gewichtsklasse bis 67 kg nicht auf den Medaillenrängen platzieren.

### Ergebnisse

#### Kategorie bis 48 kg
| Platz | Land                   | Sportler           |
| ----- | ---------------------- | ------------------ |
| 1     | Japan                  | Hitomi Sakamoto    |
| 2     | Russland               | Lorissa Oorschak   |
| 3     | Volksrepublik China    | Zhao Shasha        |
| 3     | Kanada                 | Carol Huynh        |
| 5     | Polen                  | Iwona Matkowska    |
| 5     | Aserbaidschan          | Patimat Bagomedowa |
| 7     | Vereinigtes Königreich | Jana Stadnik       |
| 8     | Ukraine                | Kristina Daranutsa |
|       |                        |                    |
| 25    | Deutschland            | Jaqueline Schellin |

Datum: September 2010

Titelverteidigerin: Mariya Stadnik, Aserbaidschan

Teilnehmerinnen: 25

#### Kategorie bis 51 kg
| Platz | Land       | Sportler          |
| ----- | ---------- | ----------------- |
| 1     | Ukraine    | Oleksandra Kohut  |
| 2     | Japan      | Yu Horiuchi       |
| 3     | Russland   | Samira Rachmanowa |
| 3     | Schweden   | Sofia Mattsson    |
| 5     | Kasachstan | Tatjana Bakatjuk  |
| 5     | Polen      | Roksana Zasina    |
| 7     | Rumänien   | Estera Dobre      |
| 8     | Senegal    | Isabelle Sambou   |
|       |            |                   |
| 19    | Schweiz    | Nadine Tokar      |

Datum: September 2010

Titelverteidigerin: Sofia Mattsson, Schweden

Teilnehmerinnen: 20

#### Kategorie bis 55 kg
| Platz | Land               | Sportler               |
| ----- | ------------------ | ---------------------- |
| 1     | Japan              | Saori Yoshida          |
| 2     | Aserbaidschan      | Julija Ratkewitsch     |
| 3     | Vereinigte Staaten | Tatjana Padilla        |
| 3     | Frankreich         | Anna Gomis             |
| 5     | Kasachstan         | Ajym Äbdildina         |
| 5     | Russland           | Marija Gurowa          |
| 7     | Mongolei           | Sündewiin Bjambatseren |
| 8     | Kanada             | Jill Gallays           |

Datum: 9. September 2010

Titelverteidigerin: Saori Yoshida, Japan

Teilnehmerinnen: 23

#### Kategorie bis 59 kg
| Platz | Land                | Sportler                   |
| ----- | ------------------- | -------------------------- |
| 1     | Mongolei            | Sorondsonboldyn Battsetseg |
| 2     | Volksrepublik China | Zhang Lan                  |
| 3     | Schweden            | Johanna Mattsson           |
| 3     | Japan               | Ayako Shōda                |
| 5     | Vereinigte Staaten  | Kelsey Campbell            |
| 5     | Kanada              | Tonya Verbeek              |
| 7     | Lettland            | Laura Skujina              |
| 8     | Kasachstan          | Olga Kalinina              |

Datum: 9. September 2010

Titelverteidigerin: Julia Ratkewitsch, Aserbaidschan

Teilnehmerinnen: 22

#### Kategorie bis 63 kg
| Platz | Land               | Sportler                     |
| ----- | ------------------ | ---------------------------- |
| 1     | Japan              | Kaori Ichō                   |
| 2     | Vereinigte Staaten | Elena Pirozhkova             |
| 3     | Schweden           | Henna Johansson              |
| 3     | Russland           | Ljubow Michailowna Wolossowa |
| 5     | Kuba               | Katherine Vidiaux Lopez      |
| 5     | Ungarn             | Marianna Sastin              |
| 7     | Mongolei           | Otschirbatyn Nasanburmaa     |
| 8     | Kolumbien          | Sandra Roa                   |
| 9     | Deutschland        | Yvonne Englich-Hees          |
|       |                    |                              |
| 18    | Österreich         | Stefanie Maierhofer          |

Datum: 9. September 2010

Titelverteidigerin: Mio Nishimaki, Japan

Teilnehmerinnen: 28

#### Kategorie bis 67 kg
| Platz | Land          | Sportler            |
| ----- | ------------- | ------------------- |
| 1     | Kanada        | Martine Dugrenier   |
| 2     | Kasachstan    | Jelena Schalygina   |
| 3     | Nigeria       | Ifeoma Iheanacho    |
| 3     | Ukraine       | Alla Tscherkassowa  |
| 5     | Japan         | Mami Shinkai        |
| 5     | Aserbaidschan | Nadeschda Semenzowa |
| 7     | Türkei        | Burcu Orskaya       |
| 8     | Deutschland   | Maria Selmaier      |

Datum: September 2010

Titelverteidigerin: Martine Dugrenier, Kanada

Teilnehmerinnen: 17

#### Kategorie bis 72 kg
| Platz | Land                | Sportler                         |
| ----- | ------------------- | -------------------------------- |
| 1     | Bulgarien           | Stanka Slatewa                   |
| 2     | Kanada              | Ohenewa Akuffo                   |
| 3     | Russland            | Jekaterina Bukina                |
| 3     | Japan               | Kyōko Hamaguchi                  |
| 5     | Schweden            | Jenny Fransson                   |
| 5     | Spanien             | Maider Unda Gonzales de Audicana |
| 7     | Volksrepublik China | Dan Li                           |
| 8     | Vereinigte Staaten  | Stephany Lee                     |
|       |                     |                                  |
| 20    | Deutschland         | Maria Müller                     |

Datum: September 2010

Titelverteidigerin: Qin Xiaoqing, China

Teilnehmerinnen: 20

### Medaillenspiegel
| Rang | Land                | Gold | Silber | Bronze |
| ---- | ------------------- | ---- | ------ | ------ |
| 1    | Japan               | 3    | 1      | 2      |
| 2    | Kanada              | 1    | 1      | 1      |
| 3    | Ukraine             | 1    | 0      | 1      |
| 4    | Bulgarien           | 1    | 0      | 0      |
|      | Mongolei            | 1    | 0      | 0      |
| 6    | Russland            | 0    | 1      | 3      |
| 7    | Volksrepublik China | 0    | 1      | 1      |
|      | Vereinigte Staaten  | 0    | 1      | 1      |
| 9    | Aserbaidschan       | 0    | 1      | 0      |
|      | Kasachstan          | 0    | 1      | 0      |
| 10   | Schweden            | 0    | 0      | 3      |
| 11   | Frankreich          | 0    | 0      | 1      |
|      | Nigeria             | 0    | 0      | 1      |

### Punktewertung (Top 10)
| Rang | Land                | Punkte |
| ---- | ------------------- | ------ |
| 1    | Japan               | 61     |
| 2    | Türkei              | 39     |
| 3    | Kanada              | 36     |
| 4    | Schweden            | 30     |
| 5    | Vereinigte Staaten  | 28     |
| 6    | Kasachstan          | 24     |
| 7    | Volksrepublik China | 23     |
| 8    | Aserbaidschan       | 22     |
|      | Mongolei            | 22     |
| 10   | Ukraine             | 21     |

## Medaillentabelle
Rechnet man die Medaillen aller 21 einzelnen Wettbewerbe zusammen, ergibt sich folgende Medaillentabelle:
| Rang | Land                | Gold | Silber | Bronze |
| ---- | ------------------- | ---- | ------ | ------ |
| 1    | Russland            | 5    | 3      | 8      |
| 2    | Japan               | 3    | 2      | 3      |
| 3    | Bulgarien           | 3    | 0      | 0      |
| 4    | Aserbaidschan       | 2    | 2      | 3      |
| 5    | Iran                | 2    | 1      | 1      |
| 6    | Ukraine             | 1    | 2      | 1      |
| 7    | Kuba                | 1    | 1      | 3      |
| 8    | Kanada              | 1    | 1      | 1      |
| 9    | Türkei              | 1    | 0      | 2      |
| 10   | Indien              | 1    | 0      | 0      |
|      | Mongolei            | 1    | 0      | 0      |
| 12   | Armenien            | 0    | 2      | 1      |
| 13   | Usbekistan          | 0    | 2      | 0      |
| 14   | Kasachstan          | 0    | 1      | 3      |
| 15   | Volksrepublik China | 0    | 1      | 1      |
|      | Südkorea            | 0    | 1      | 1      |
|      | Vereinigte Staaten  | 0    | 1      | 1      |
| 18   | Belarus             | 0    | 1      | 0      |
| 19   | Schweden            | 0    | 0      | 4      |
| 20   | Georgien            | 0    | 0      | 2      |
|      | Kirgisistan         | 0    | 0      | 2      |
| 22   | Frankreich          | 0    | 0      | 1      |
|      | Griechenland        | 0    | 0      | 1      |
|      | Kroatien            | 0    | 0      | 1      |
|      | Nigeria             | 0    | 0      | 1      |
|      | Ungarn              | 0    | 0      | 1      |